# Athlètes olympiques indépendants aux Jeux olympiques d'été de 2012
Les athlètes olympiques indépendants aux Jeux olympiques d'été de 2012 appartiennent aux ex-Antilles néerlandaises et au Soudan du Sud. Curaçao et Saint-Martin sont en effet dépourvus de comité olympique et les athlètes des Pays-Bas caribéens sont libres de rejoindre également cette délégation. Churandy Martina, sprinteur qui concourait pour les Antilles néerlandaises, participe avec l'équipe des Pays-Bas depuis sa naturalisation en 2010. Les athlètes olympiques indépendants sont au nombre de 4 : 3 hommes et 1 femme.
Le marathonien Guor Marial, originaire du Soudan du Sud, a également obtenu le droit de participer aux Jeux sous la bannière olympique. En effet, le Soudan du Sud, pays nouvellement indépendant, n'a pas encore de comité national olympique.
Cette catégorie avait déjà été utilisée pour le cas politique du Timor oriental pendant les Jeux olympiques d'été de 2000. Une catégorie similaire mais différente (IOP) avait été créée pour des athlètes macédoniens, serbes et monténégrins pour les Jeux olympiques d'été de 1992.

## Athlétisme
- Liemarvin Bonevacia (Curaçao) a atteint les minima sur le 400 m lors du Grand Prix de Medellin, en Colombie[3] ; il a terminé l'épreuve en 45 s 77.
- Guor Marial (Soudan du sud) atteint les minima du marathon en octobre 2011[2].

### Hommes
| Athlète             | Compétition     | Tour 1             | Demi-finales        | Finale                |
| Athlète             | Compétition     | Résultat           | Résultat            | Résultat              |
| ------------------- | --------------- | ------------------ | ------------------- | --------------------- |
| Liemarvin Bonevacia | Hommes 400 m    | 22e - 45 s 60 (PB) | 24e - 1 min 36 s 42 |                       |
| Guor Marial         | Hommes Marathon | -                  | -                   | 47e - 2 h 19 min 32 s |

## Judo
- Reginald de Windt (Curaçao) s'est qualifié pour les Jeux olympiques à Londres lors du tournoi panaméricain de judo à Montréal[4].

### Hommes
| Athlète           | Compétition           | 1/32 de finale      | 1/16 de finale                   | 1/8 de finale       | Quarts de finale    | Demi-finales        | Finale              |
| Athlète           | Compétition           | Adversaire Résultat | Adversaire Résultat              | Adversaire Résultat | Adversaire Résultat | Adversaire Résultat | Adversaire Résultat |
| ----------------- | --------------------- | ------------------- | -------------------------------- | ------------------- | ------------------- | ------------------- | ------------------- |
| Reginald de Windt | Moins de 81 kg hommes | -                   | Ivan Nifontov Défaite (100-0004) |                     |                     |                     |                     |

## Voile
- Philipine van Aanholt (Curaçao) s'est qualifiée dans la catégorie Laser[5].

### Femmes
| Athlète               | Compétition         | Course 1                       | Course 2                       | Course 3                        | Course 4                        | Course 5                        | Course 6                        | Course 7                        | Course 8                        | Course 9                | Course 10                      | Course pour les médailles   |
| Athlète               | Compétition         | Résultat Classement            | Résultat Classement            | Résultat Classement             | Résultat Classement             | Résultat Classement             | Résultat Classement             | Résultat Classement             | Résultat Classement             | Résultat Classement     | Résultat Classement            | Résultat Classement final   |
| --------------------- | ------------------- | ------------------------------ | ------------------------------ | ------------------------------- | ------------------------------- | ------------------------------- | ------------------------------- | ------------------------------- | ------------------------------- | ----------------------- | ------------------------------ | --------------------------- |
| Philipine van Aanholt | Femmes Laser Radial | 36e (+3 min 53 s) 36e - 36 pts | 38e (+5 min 20 s) 38e - 74 pts | 38e (+3 min 22 s) 39e - 112 pts | 29e (+4 min 14 s) 38e - 141 pts | 33e (+3 min 55 s) 36e - 136 pts | 37e (+4 min 16 s) 39e - 173 pts | 16e (+2 min 32 s) 36e - 189 pts | 27e (+2 min 45 s) 34e - 216 pts | 42e (BFD) 36e - 254 pts | 37e (+5 min 4 s) 36e - 291 pts | Non qualifiée 36e - 291 pts |